# Mourning Beloveth
Mourning Beloveth ist eine irische Death-Doom-Band. Die Band existiert bereits seit dem Jahre 1992 und spielt zumeist sehr langsame, lange Songs mit melodisch orientierten Lead-Gitarren. Der Gesang ist eine Mischung aus harmonischem, klarem Männergesang und tiefem Growling.

## Geschichte
Mourning Beloveth wurden im Winter des Jahres 1992 gegründet, nahmen ihre erste, unbetitelte Demo allerdings erst im Jahre 1996 auf. Mitglieder waren damals Darren Moore (Gesang), Frank Brennan (Gitarre), Brian Delaney (Bass) und Tim Johnson (Schlagzeug). Diese Demo wurde in acht Stunden (mit dem zukünftigen Bassisten Adrian Butler am Pult) aufgenommen. Butler übernahm sehr bald den Bass in der Band und Delaney wechselte über zur Gitarre. Mit diesem Line-Up nahmen sie 1998 schließlich ihre zweite Demo mit dem Titel Autumnal Fires auf. Eine ausgedehnte Tour durch Irland folgte. Im Mai 1999 stand Mourning Beloveth Cathedral als Vorgruppe zur Seite. Im Rahmen dessen wurden über 1200 Stück der Autumnal Fires Demo verkauft.
Ihr Debüt-Album Dust nahmen Mourning Beloveth in den Academy-Studios auf (arrangiert und produziert von Mags). Im März 2001 erhielten Mourning Beloveth zahlreiche positive Reviews in etablierten Magazinen und konnten aufgrund dieses Erfolges einige Konzerte mit Cradle of Filth spielen. Anschließend waren sie wieder quer durch Irland unterwegs.
Gegen Ende des Sommers bis hin zum Winter 2001 begannen sie das Songwriting für ihr nächstes Album. Im Februar waren dann acht Songs geschrieben und sechs von diesen wurden schließlich für das Album ausgewählt und vom 20. April bis zum 5. Mai 2002 in den Academy-Studios aufgenommen (erneut mit Mags an den Pulten). Das mit The Sullen Sulcus betitelte Werk hatte mit sechs Songs dennoch eine Länge von über 65 Minuten und erschien im Dezember 2002 über das Label Aftermath Music.
Das irische Label Sentinel Records machte 2002 einen Re-Release von Dust mit neuem Artwork, einem neuen Song aus den aktuellen Aufnahmen und dem der Autumnal Fires Demo entnommenem Song Forever Lost Emeralds und ließ das Album des Weiteren von Stuart Anstis remastern. Außerdem veröffentlichte das Label eine Picture 7", die eine Split von Mourning Beloveth und Lunar Gate beinhaltet. Mourning Beloveth steuerten zu der auf 300 Stück limitierten Platte den Song Part 1 bei, der mittlerweile auch auf der limitierten 2-CD-Version des Albums A Murderous Circus zu finden ist.
Die The DOOMination of Europe-Tour, die vom 7. bis zum 21. Februar 2004 stattfand, diente hauptsächlich der Promotion von The Sullen Sulcus. Mourning Beloveth absolvierten diese Tour durch Europa zusammen mit Morgion (USA) und The Prophecy (UK). Kurz danach fand im August 2004 eine 24 Auftritte umfassende Tour durch Amerika statt, gemeinsam mit Morgion, The Prophecy und Unearthly Trance.
Das Album A Murderous Circus wurde in der Klangschmiede Studio E von Markus Stock produziert und im späten März des Jahres 2005 über das deutsche Label Grau Records veröffentlicht, bei dem man für mehrere Alben unterschrieben hatte. Die limitierte Edition, die zwei CDs umfasst, enthält neben zwei Bonus-Tracks (Disintegrate, Part 1) noch vier Live-Aufnahmen, die 2004 in Vera (Groningen/Holland) aufgenommen wurden.
2008 folgte dann A Disease for the Ages, allerdings mit Brendan Roche statt Adrian Butler am Bass.

## Galerie

Bandmitglieder auf dem Party.San 2017
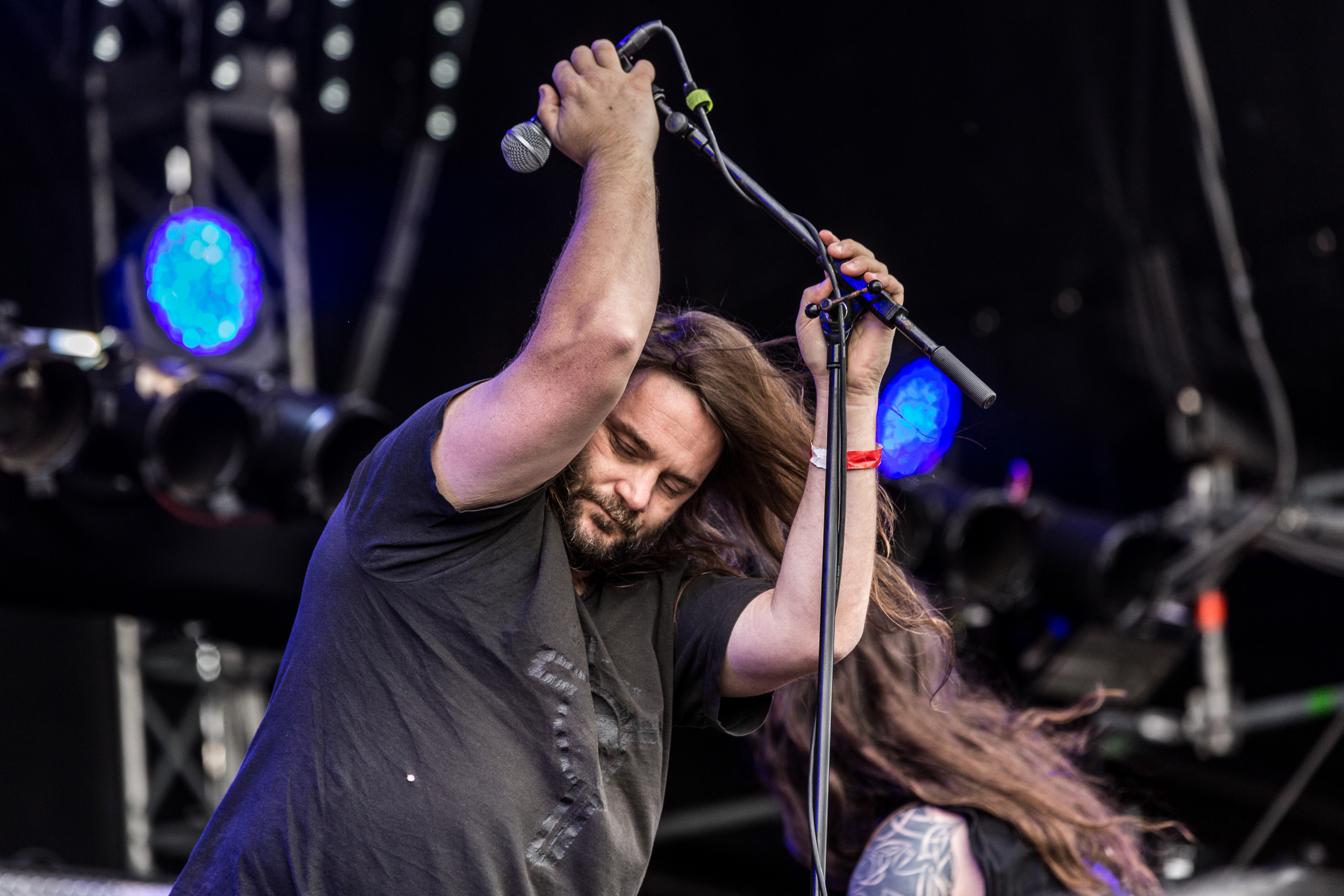
Sänger Darren Moore
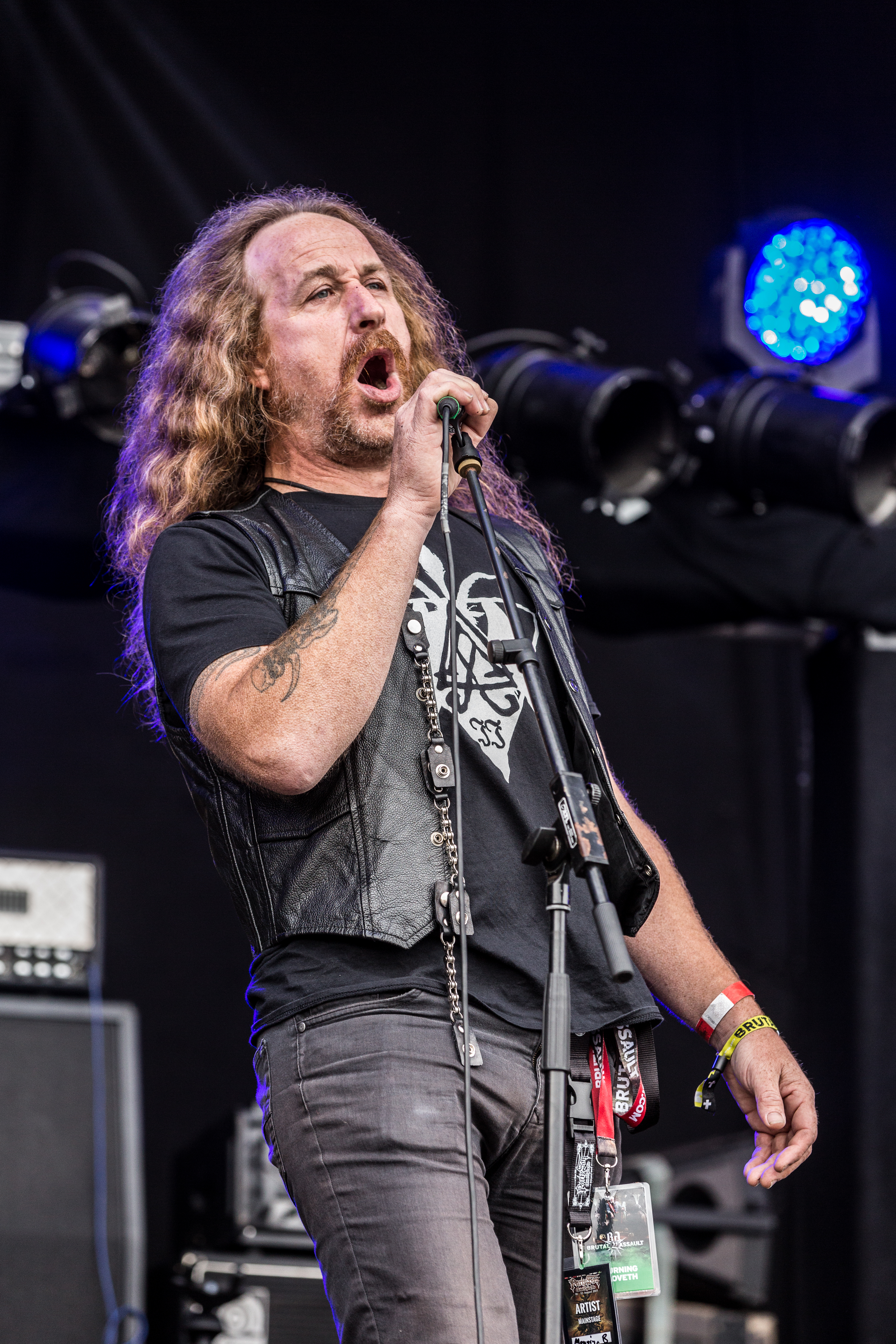
Sänger Frank Brennan
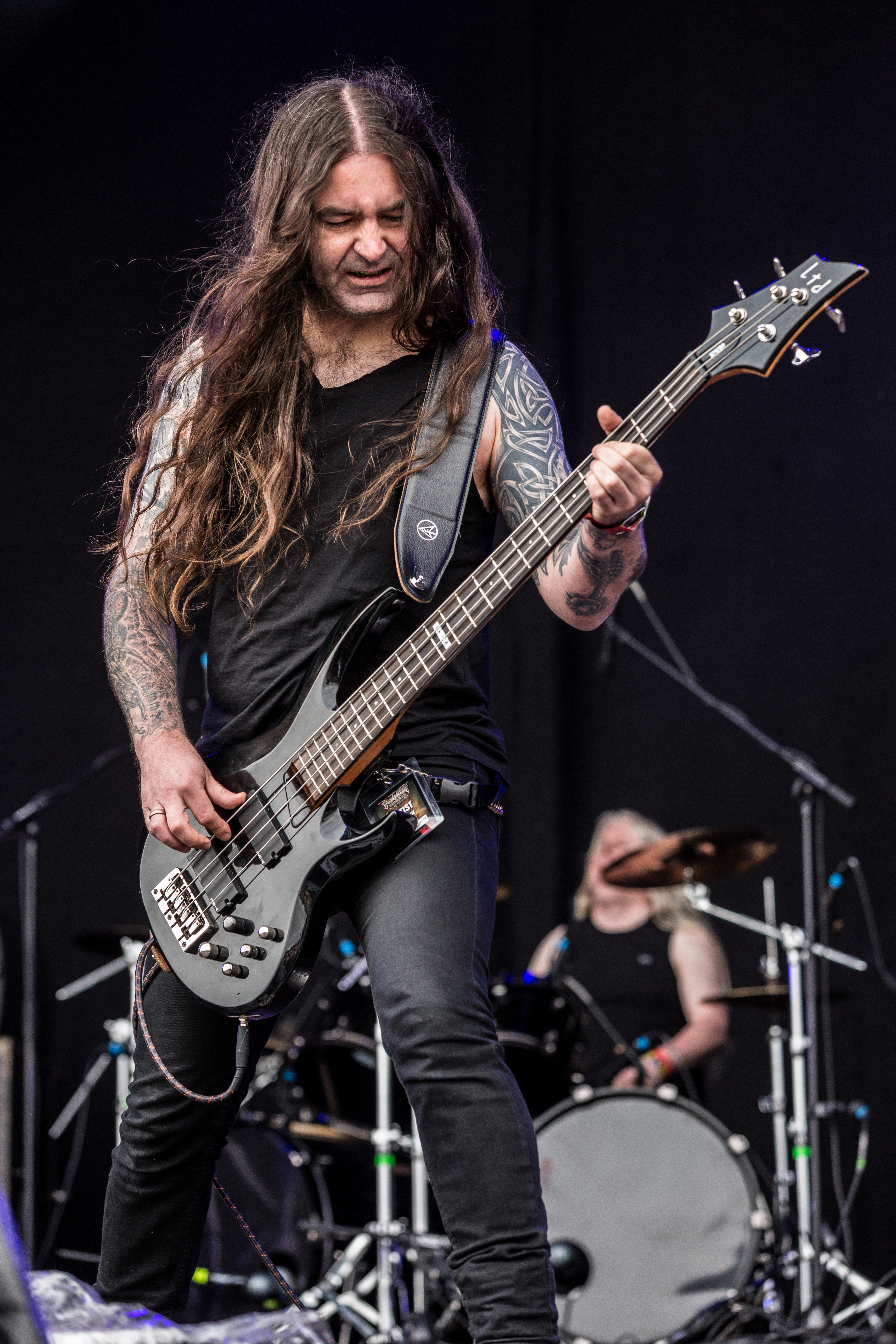
Bassist Brendan Roche
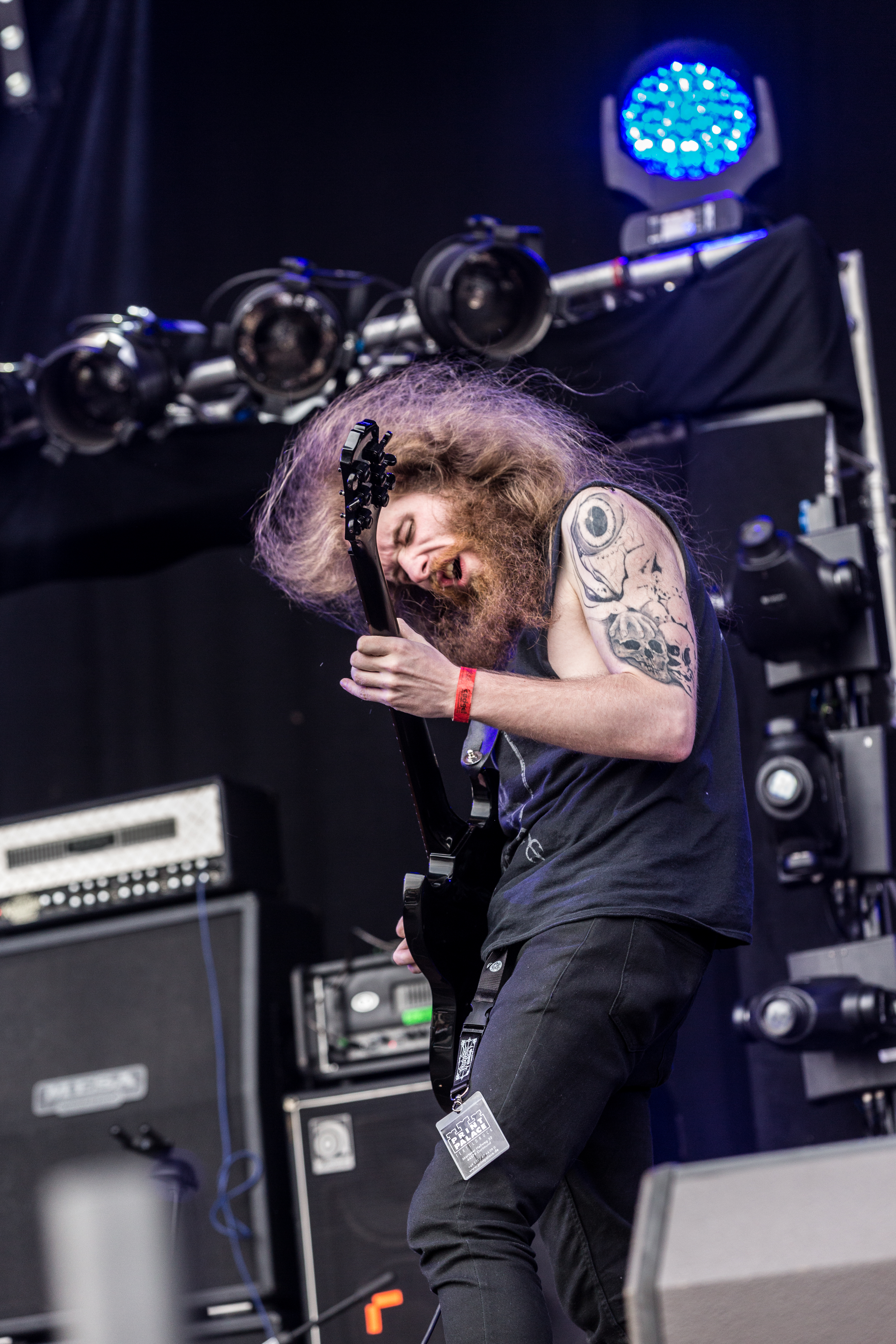
Gitarrist Pauric Gallagher
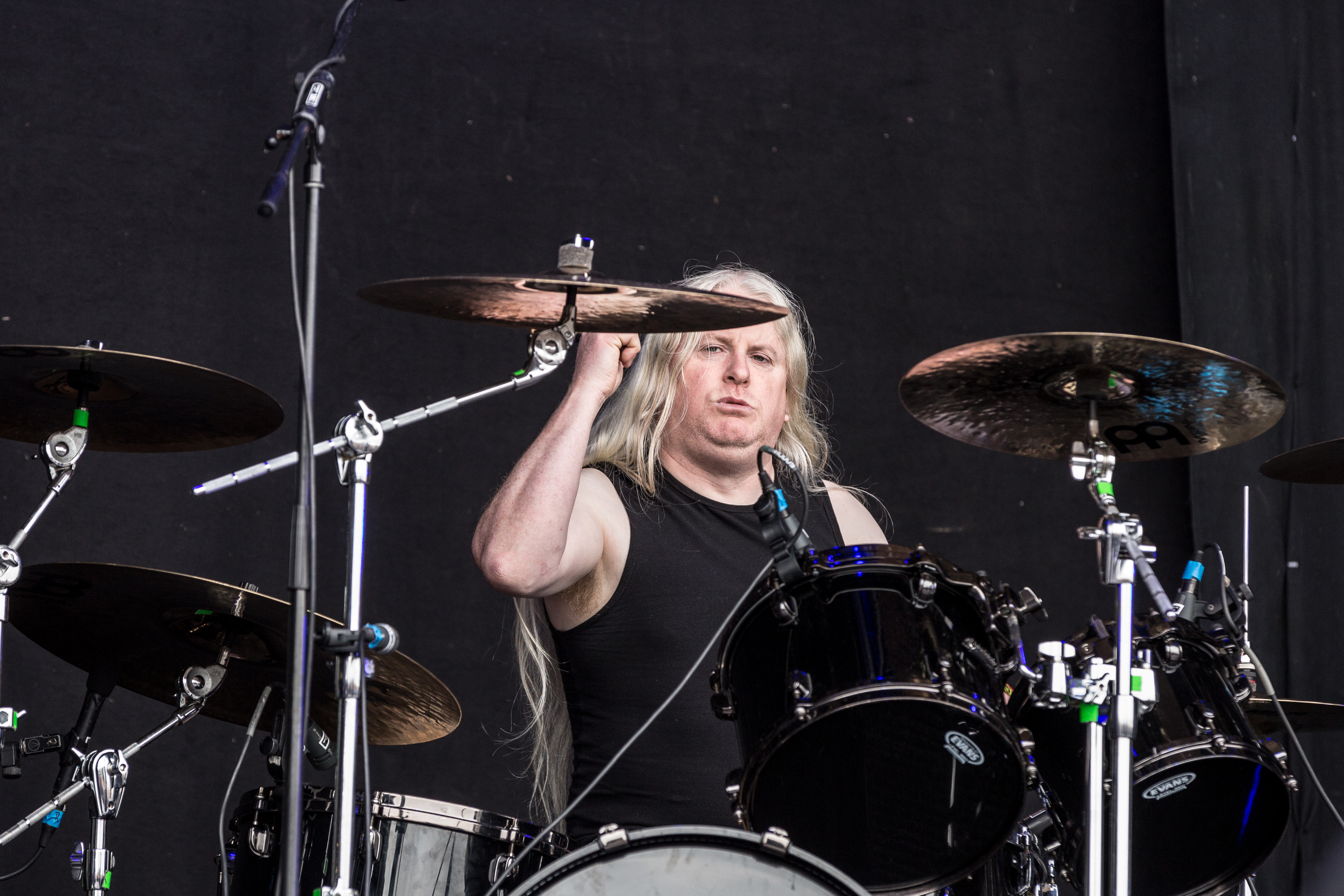
Schlagzeuger Tim Johnson

## Diskografie
- 1996: Unbetitelte Demo (Demo)
- 1998: Autumnal Fires (Demo)
- 2001: Dust (Wiederveröffentlichung 2002)
- 2002: The Sullen Sulcus
- 2003: Split mit Lunar Gate
- 2005: A Murderous Circus
- 2008: A Disease for the Ages
- 2013: Formless
- 2016: Rust & Bone